# Arteră dorsală a penisului
Artera dorsală a penisului este o ramură a arterei pudendale interne care urcă între rădăcina penisului și simfiza pubiană și, străpungând fascia inferioară a diafragmei urogenitale, trece între cele două straturi ale ligamentului suspensor al penisului și are un traseu înainte pe fața dorsală penisului până la gland, unde se împarte în două ramuri, care alimentează glandul și prepuțul.

## Anatomie
Artera dorsală dă perforații corpului cavernos, cu toate acestea contribuția lor la funcția erectilă este inconsistentă. Prin flux retrograd, aceasta ajută la vascularizarea pielii corpului penisului. În plus, ea da ramuri arterelor circumflexe care alimentează corpul spongios. Relevanța clinică majoră este în cazul amputării traumatice a penisului, neefectuarea reanastomozei arterelor dorsale duce la pierderea pielii.
Pe penis, se află între nervul dorsal și vena dorsală profundă, primul fiind pe partea laterală.
Furnizează tegumentului și învelișul fibros al corpului cavernos al penisului, trimițând ramuri prin înveliș către anastomoza cu artera profundă a penisului.

## Imagini suplimentare

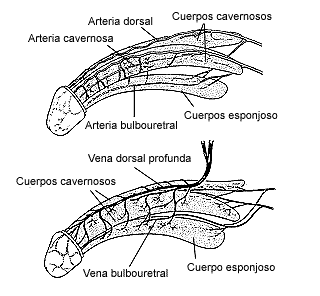
Arterele și venele penisului (spaniolă)
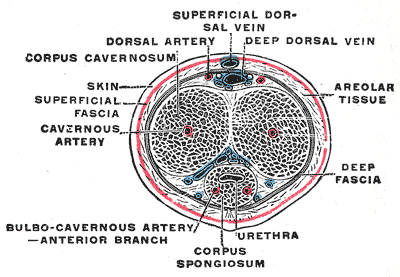
Penisul în secțiune transversală, arătând vasele de sânge.
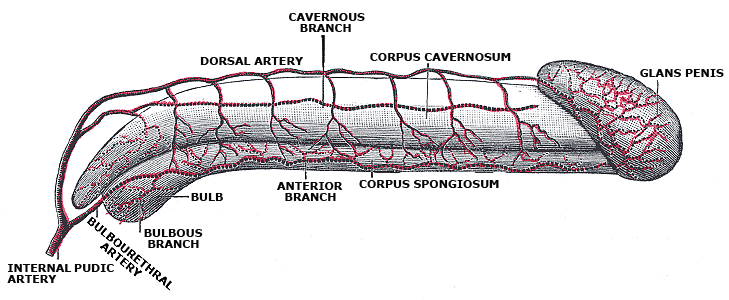
Diagrama arterelor penisului.
Secțiunea transversală a penisului